# Data mining
Data mining ([dejta majnyn], angl. dolování z dat či vytěžování dat) je analytická metodologie získávání netriviálních skrytých a potenciálně užitečných informací z dat. Někdy se chápe jako analytická součást dobývání znalostí z databází (knowledge discovery in databases, KDD), jindy se tato dvě označení chápou jako souznačná. Často dochází také k překryvu s termínem data science, který bývá obvykle chápán šířeji než data mining.
Data mining se používá v komerční sféře (například v marketingu při rozhodování, které klienty oslovit dopisem s nabídkou produktu), ve vědeckém výzkumu (například při analýze genetické informace) i v jiných oblastech (například při monitorování aktivit na internetu s cílem odhalit činnost potenciálních škůdců a teroristů).

## Historie
První náznaky aktivit, které dnes označujeme jako data mining, se objevily v 60. letech 20. století s rozvojem počítačové techniky. Šlo například o využívání regresní analýzy s automatickým výběrem proměnných a prvních rozhodovacích stromů. Většinou však šlo jen o ojedinělé nebo akademické záležitosti.
Rozvoj statistických metod, databázových aplikací a umělé inteligence spolu s rychlým růstem rychlosti a paměti počítačů byly předpoklady, které umožnily v sedmdesátých a osmdesátých letech první systematická využití data miningové metodologie v praxi. Slovní spojení data mining tehdy ovšem stále mělo spíše hanlivý přídech: Označovalo „vyzobávání rozinek“ z dat, hledání korelací ve velkých datových souborech, které – jak známo ze statistické teorie – je vystaveno obrovskému nebezpečí, že „objeví“ pouze nahodilé fluktuace v datech bez možnosti zobecnění a praktického využití.
Obrat přišel počátkem 90. let. V té době byly již vybudovány metody, umožňující vyhnout se zmíněnému nebezpečí falešných korelací (například kontrola založená na vynechaných datech nebo na metodě Monte Carlo). Navíc zejména v USA rostla poptávka ze strany komerčních organizací, disponujících již velkými objemy dat a neschopných z nich pomocí klasických tabelačních metod získat potřebné podklady pro rozhodování. To napomohlo k rychlému etablování data miningu jako svébytného oboru aplikované vědy a k jeho širokému použití v komerční praxi. Časté aplikace jsou především v oblastech přímého marketingu (výběr klientů pro oslovení), finančnictví (např. odhadování rizika, hledání podvodů), maloobchodního prodeje (analýza nákupních košíků aj.), telekomunikací (segmentace klientů, prodej programů aj.) a internetového prodeje (analýza přechodů mezi stránkami, efektivity reklamy apod.).
Nárůst aplikací v oblasti data miningu se projevil i na softwarovém a konzultačním trhu. Existuje již poměrně široká nabídka specializovaných softwarů pro tento účel. Vedoucími trhu dataminingových softwarů jsou komerční aplikace SAS Enterprise Miner, SPSS Clementine a STATISTICA Data Miner, mezi známé nekomerční softwary patří Weka a Orange.

## Metodologie data miningu
Protože data mining zahrnuje velkou šíři metod a způsobů práce, je obtížné podat jednoznačný návod k postupu. Přesto během 90. let vykrystalizovaly dvě obecné metodologie, které alespoň v hrubých rysech popisují jednotlivé kroky: metodologie SEMMA, za níž stojí firma SAS, a CRISP-DM, vyvinutá konsorciem firem, mezi něž patřil druhý hlavní hráč na trhu, SPSS.
Společnou podstatou všech metodologií je následnost několika kroků:
- Obchodní/praktický – formulace úlohy a porozumění problému. Ani automatické vyhledávání znalostí nelze provádět zcela naslepo.
- Datový – vyhledání a příprava dat pro analýzu. Statistické algoritmy většinou potřebují data připravená v určité podobě, a proto není možné použít přímo surových dat z obchodních databází.
- Analytický – hledání informace v datech, vytváření statistických modelů a podobně. Využívají se nejrůznější metody od jednoduchých tabelací a vizualizací až po sofistikované přístupy jako je genetické programování resp. simulované žíhání. Asi nejčastěji používanými metodami však jsou logistická regrese s automatickým výběrem proměnných, rozhodovací stromy a neuronové sítě. Výstup této fáze bývá dvojí: Jednak obecnější znalosti (např. že svobodní klienti nejčastěji nakupují pozdě večer, zatímco ženatí po obědě), jednak matematické modely (např. postup, jak vytipovat potenciálního klienta pro daný produkt, např. termínovaný vklad - viz kap.18[1]).
- Aplikační – zjištěné poznatky a modely je třeba uvést do praxe, například spuštěním reklamní kampaně nebo reorganizací webových stránek.
- Kontrolní – je třeba zajistit zpětnou vazbu (jak efektivní byla obchodní akce) a v případě dlouhodobě nasazovaných modelů i kontrolovat, zda model příliš nezestárl a zachovává si svoji efektivitu.

## Potenciální nebezpečí data miningu
Protože komerční data mining představuje často masivní a inteligentní zpracování osobních údajů, vznikají často obavy ze zneužití těchto informací.
Kromě obvyklých negativ spojených se shromažďováním osobních údajů, jako je záměrný i nezáměrný únik dat a jejich využití k různým nečestným aktivitám od spamu až po vydírání, zde teoreticky hrozí i specifické zneužití statistických technik. Lze si například představit zločince, který si pomocí analýzy dat vytipovává své oběti.
Zdá se však, že toto nebezpečí je – alespoň v současném stavu data miningu – nepatrné. I kdyby se náhodou zločinci dostali k využitelným osobním datům, pravděpodobně by jim použití sofistikovaných statistických metod příliš nepomohlo, už proto, že by jim chyběla databáze „pozitivních příkladů“ úspěšných zločinů, na níž by mohli své modely postavit.
Za větší potenciální nebezpečí lze považovat technologie, k jejichž vzniku data mining přispívá v akademické sféře. Například dekódování genomu může být použito k nehumánním selekcím osob podobným eugenice, ale postaveným na vědeckém základě [zdroj?]. Anebo pokročilé metody identifikace osob mohou být spolu s kamerovými systémy používány ke špehování pohybu občanů.

## Používané techniky
- rozhodovací stromy
- asociační pravidla
- neuronové sítě
- regresní analýza
- shluková analýza (pro marketingovou segmentaci)

### Problémy
Ze správných dat, použijeme-li správný způsob dobývání, dostaneme správné výsledky. Proto by dobývání dat mělo být založeno na správných datech. Nicméně protože se používají statistické metody, tak výsledky jsou tzv. statisticky správně, tj. s malou pravděpodobností odvodíme chybné výsledky (falešně pozitivní).
Dobývání typicky neodhalí všechny souvislosti schované v datech.
I z nesmyslných dat, například špatně připravených anebo náhodných dat dostaneme nějaké výsledky. Je možné dostat i výsledky, co vypadají smysluplně. Smetí dovnitř, smetí ven (angl. Garbage In, Garbage Out - GIGO).

### Informace
- KDnuggets – on-line čtrnáctideník o data miningu (anglicky)
- Průvodce data miningem (anglicky)
- Themanagement.de – sbírka článků (německy) Archivováno 30. 12. 2005 na Wayback Machine.
- CRISP-DM: Cross Industry Standard Process for Data Mining (anglicky)
- Eruditionhome – rozcestník (anglicky) Archivováno 6. 11. 2005 na Wayback Machine.
- CRM Today (anglicky)
- Data Warehousing Review o Data miningu (anglicky)
- SIGKDD – sdružuje vědce v oblasti, pořádá konference (anglicky)
- Data Mining for Scientific and Engineering Applications – Tutorial (anglicky)
- MLnet – on-line seznam softwaru
- Open-source nástroje pro data mining - recenze programů Orange, KNIME a RapidMiner v magazínu LinuxEXPRES

### Software
Stránky producentů softwaru obsahují často i řadu obecnějších informací (případové studie, zkušenosti klientů apod.)
- Bayesia – komerční
- Ferda DataMiner - společné vizuální prostředí pro procedury dataminingu, nekomerční, český produkt
- LISp-Miner – nekomerční, český produkt
- Megaputer – komerční
- Miner3D (vizualizace) – komerční, slovenský produkt
- Minitab – komerční;české stránky jsou zde
- Orange – nekomerční[nedostupný zdroj]
- Neural Designer – komerční
- OpenNN – nekomerční
- R – free software environment for statistical computing and graphics
- Salford Systems – komerční
- SAS – komerční; české stránky jsou zde
- SPSS – komerční; české stránky jsou zde
- STATISTICA Data Miner – komerční Archivováno 23. 1. 2017 na Wayback Machine.; české stránky jsou zde
- Tanagra – nekomerční Archivováno 16. 10. 2005 na Wayback Machine.
- WEKA – nekomerční Archivováno 28. 10. 2011 na Wayback Machine.
- YALE – nekomerční Archivováno 27. 3. 2004 na Wayback Machine.
- Data Miner Provider – komerční, český produkt